# Gus Van Sant
Gus Van Sant (Louisville, Kentucky; 24 de julio de 1952) es un director de cine, productor, guionista y escritor estadounidense. Considerado en sus inicios un representante del New Queer Cinema, con películas como My Own Private Idaho (1991), sus películas destacan por su carácter independiente, su atrevimiento temático y su carácter underground.
A lo largo de su trayectoria ha obtenido 68 nominaciones, que incluyen dos a los Premios Óscar como mejor director por Good Will Hunting (1997) y Milk (2008), y 44 galardones entre los que destaca la Palma de Oro en festival de Cannes por Elephant (2003).

## Biografía
Gus Greene Van Sant nació el 24 de julio de 1952 en Louisville (Kentucky), aunque pasó toda la infancia de un sitio a otro, debido a la profesión de su padre, un viajante de comercio. Desde muy pequeño, Van Sant se interesó por la pintura y también por el cine, ya que rodaba cortos autobiográficos en Súper 8 cuando todavía iba a la escuela. Al parecer, dudaba entre ser cineasta o pintor, y se decantó inicialmente por los lienzos, cuando decidió matricularse en 1970 en la Escuela de Diseño de Rhode Island, donde tuvo como compañero de clase al músico escocés David Byrne, fundador de Talking Heads. Sin embargo, al final cambió de parecer, y decidió que lo suyo era la pantalla grande, tras recibir un curso de introducción impartido por directores de vanguardia, como Jonas Mekas y Andy Warhol.

"Siempre he pensado que el cine es cine. No creo que haya una gran división entre Hollywood y el cine independiente. Hollywood es un banco, un sitio donde puedes conseguir dinero. Hay películas independientes que dan dinero. Lo malo es que se dejen llevar sólo por lo que hace ganar mucho dinero. Me recuerda a la industria automovilística: vamos a hacer camiones grandes porque se gana más dinero. La lógica ahora es vamos a hacer películas enormes para ganar más dinero. Es un trampa. Ahora Netflix o Amazon ofrecen posibilidades para que cada cineasta haga el cine que quiera”.
Gus Van Sant (Fotogramas, 21 de junio de 2018) 

Tras pasar una temporada de aprendizaje en Europa, Van Sant se mudó a Los Ángeles, en 1976, decidido a triunfar en el cine. Empezó como ayudante de producción con Ken Shapiro, pero la experiencia no fue positiva, porque Van Sant aportaba constantes ideas que según sus declaraciones posteriores siempre caían en saco roto.

"A finales de los 70 me mudé a Los Ángeles buscando trabajo y me hice asistente de un director. Era un director que afortunadamente no trabajaba mucho en la oficina, estábamos casi siempre en los estudios"
Gus Van Sant (Fotogramas, 21 de junio de 2018) 

A continuación decidió pasar un tiempo trabajando en una agencia de publicidad, y con el dinero que consiguió ahorrar filmó Mala noche, su ópera prima, de título original en español y filmada mayoritariamente en blanco y negro. Van Sant abordaba la temática gay, pues narraba las peripecias de un estadounidense que intenta seducir a un joven inmigrante mexicano. 

"Ya había habido otras películas de temática homosexual, de Andy Warhol a John Waters, y también un tejido teatral muy efervescente, con dramaturgos radicales que hacían obras muy potentes. Si se me incluye en algún movimiento, es para mí un halago. Pero no creo que mis películas hayan sido de las más políticas de grupo. Mala noche quizás sería la más reivindicativa, la más programática. También Mi nombre es Harvey Milk (2008), que giraba en torno a la lucha por la libertad de expresión. Creo que fuimos una generación muy activa e inquieta. Y había muy buen rollo entre nosotros, el ambiente cultural era rico y todos lo compartíamos, formábamos parte de eso"
Gus Van Sant (El Periódico, 21 de junio de 2018) 

A continuación Van Sant siguió describiendo a personales marginales en Drugstore Cowboy, durísimo retrato del infierno de las drogas, que recrea los dramas personales de cuatro toxicómanos. La película supuso la consagración de Van Sant a nivel internacional, y un espaldarazo para Matt Dillon, que demostró su versatilidad en un momento en que había quedado un poco encasillado como ídolo de adolescentes.

"Mi primera película fue un fracaso. Iba a ser un largometraje, pero fue un corto. Siempre he hecho películas pequeñas con presupuestos muy modestos. Un presupuesto pequeño tiene como problema que hay que obtener lo máximo posible mientras se rueda".
Gus Van Sant (Fotogramas, 21 de junio de 2018) 

Más repercusión incluso tuvo My Own Private Idaho, drama sobre la amistad y los efectos de la falta de apoyo familiar. "La familia marca nuestra mirada al mundo, por eso creo que todas mis películas hablan de ella", comentó por aquel entonces Van Sant. La película muestra la cruda realidad de dos chaperos que venden su cuerpo en las calles de Portland. El director le sacó provecho al talento de sus dos protagonistas, River Phoenix —un homosexual aquejado de narcolepsia en busca de su madre— y Keanu Reeves —un tipo que se dedica a la prostitución como expresión de su rebeldía contra su padre, alcalde de la ciudad—. El personaje de Reeves se basaba libremente en el protagonista de Enrique IV de William Shakespeare. River Phoenix ganó la Copa Volpi al mejor actor en Venecia, unos años antes de fallecer por sobredosis en Sunset Boulevard. Este quedó tan afectado por el fallecimiento que volcó su rabia en la novela Pink.

"Es cierto que se han roto muchas barreras desde que yo empecé. Recuerdo cuando estrenamos Mi Idaho privado (1991) y mis productores intentaron hacer ruido para que tuviera nominaciones. Pero incluso hubo protestas de los sectores conservadores porque les parecía una inmoralidad. Los Oscar nunca se han preocupado por el cine gay. Igual ahora les parece rentable".
Gus Van Sant (El Periódico, 21 de junio de 2018) 

Uma Thurman era una mujer que nació con enormes pulgares en Even Cowgirls Get the Blues, drama sobre un peculiar grupo de mujeres vaqueras, tan marginales como los personajes habituales de Van Sant. Esta adaptación de una novela de Tom Robbins tuvo malas críticas y fracasó en las taquillas. 

"Creo que todas mis películas con personajes jóvenes giraban alrededor de entornos muy específicos, nunca he querido generalizar a través de ellas, representaban segmentos muy pequeños. Quizás Elephant fuera la más metafórica al tratar el problema de la violencia y el acceso a las armas, pero nunca me he considerado un cineasta generacional"
Gus Van Sant (El Periódico, 21 de junio de 2018) 

El director recuperó parcialmente la forma con Todo por un sueño, crítica de la moral del triunfo a cualquier precio, en la que Nicole Kidman encarna a una ambiciosa joven dispuesta a todo para convertirse en reportera televisiva. La acompañaba Matt Dillon que repetía con Van Sant.

"Parte de la historia tenía lugar en el pueblo de la autora (Joyce Manyard, en cuya novela está basada la película Todo por un sueño), en New Hampshire, donde se dio uno de estos circos mediáticos. Para cuando leímos el libro y decidimos hacer la película el fenómeno de los medios de comunicación predatorios era aún nuevo y solo por televisión. Periodistas de telediarios de canales por cable venían desde todas partes del país y del planeta para cubrir ciertas historias: el juicio de Marlon Brando por disparar a su hijo, el escándalo de Tonya Harding, O. J. Simpson".
Gus Van Sant (Vanity Fair, 7 de julio de 2018) 

Good Will Hunting fue el mayor éxito de Gus Van Sant, que por primera vez triunfaba no solo en los circuitos alternativos. El director decidió apoyar a los jóvenes protagonistas, Matt Damon y Ben Affleck, por entonces completamente desconocidos, que le llevaron un guion que ellos mismos habían escrito porque no les ofrecían papeles, y por el que fueron recompensados con un Óscar al mejor libreto original. Van Sant lograba conjugar comercialidad con sus obsesiones temáticas habituales, pues retrata a otro personaje conflictivo y marginado, Will Hunting, que a pesar de su difícil carácter resulta ser un superdotado. Intenta cambiar su perspectiva de la vida un psiquiatra viudo, interpretado por Robin Williams, que también se hizo con el Óscar, al mejor secundario.

Tenía miedo de que quizá necesitaba esa oscuridad, así que no tenía toda la confianza mientras hacía esa película. Era mucho más luminosa, sí. El indomable Will Hunting funcionó muy bien en los pases previos".
Gus Van Sant (Vanity Fair, 7 de julio de 2018) 

El film de Van Sant peor recibido por la crítica fue Psicosis. Van Sant consideraba que la película original de Hitchcock era inmejorable, así que decidió copiarla plano a plano. Aportó el color, nuevos actores (Anne Heche y Vince Vaughn como protagonistas) y algún cambio insignificante, como la cuantía del robo. Pese a las críticas profesionales la hija de Alfred Hitchcock, Patricia Hitchcock O'Connell, alabó la cinta afirmando que "hacer una película igual que otra, toma a toma, es algo que mi padre habría hecho".

"Si llevas la cámara, incluso aunque esté en el mismo lugar, esta se hará cargo mágicamente del personaje. Nuestra Psicosis demostró que no puedes apropiarte. O puedes, pero no va a ser lo mismo"
Gus Van Sant (Fotogramas, 15 de enero de 2019) 

Su siguiente película fue Descubriendo a Forrester. Es un film muy en la línea de Good Will Hunting, centrado en otro joven de excepcional inteligencia, que en este caso es un chico de color con talento para la escritura. También aquí su vida cambia por completo por su relación con un personaje adulto, un genio de la literatura huraño, que vive completamente aislado, inspirado en la figura de J. D. Salinger, el autor de El guardián entre el centeno. Este personaje estaba interpretado por Sean Connery.
En 2003, Van Sant se hizo con la Palma de Oro, el premio al mejor director, y el premio del Sistema Nacional de Educación con Elephant, su regreso al cine independiente de clara vocación vanguardista, con jóvenes actores no profesionales como protagonistas. Muestra con inusitado realismo la masacre del instituto Columbine, provocada por dos jóvenes armados con fusiles de asalto. La cámara sigue a los asesinos y a varios estudiantes del instituto en los momentos previos a la tragedia. "Tomé el título de una película de 1989 sobre la violencia en Irlanda del Norte. Pensé que hacía referencia a la parábola budista de los ciegos y el elefante", comenta Van Sant. "Hasta que leí en unas notas de su director, Alan Clarke, que el título responde a un dicho popular y hace referencia a cómo la violencia es tan fácil de ignorar como el hecho de tener un elefante en el salón". Igualmente arriesgada que Elephant es Last Days, que narra la tragedia de un cantante de éxito, inspirado en el fallecido Kurt Cobain.
Tras un breve fragmento que narra un encuentro homosexual, en el film colectivo Paris, je t'aime, Van Sant retomó el tema de la incomunicación adolescente en Paranoid Park, sobre un adolescente apasionado al skate que accidentalmente mata a un guardia de seguridad ferroviario. Pero no se atreve siquiera a contárselo a nadie. "La adolescencia es una etapa formativa, fundamental en nuestro desarrollo. Es entonces cuando nos afirmamos como personas, aprendemos a amar, a reconocernos a nosotros mismos. Es un momento de mi vida que recuerdo con afecto. Y hay una belleza especial en los jóvenes. En ellos trasunta el temor, la desesperanza, etc.", dijo Van Sant cuando se le preguntaba por este tema, recurrente en su filmografía. A continuación, decidió llevar al cine la historia real del primer político declaradamente gay de Estados Unidos. En Mi nombre es Harvey Milk, cuenta con un gran reparto encabezado por Sean Penn (ganador del Óscar por este papel), que encarna al político protagonista, figura clave de las reivindicaciones homosexuales en Estados Unidos.

## Filmografía

### Cine
| Año  | Título                                | Notas                                    |
| ---- | ------------------------------------- | ---------------------------------------- |
| 2018 | Don't Worry, He Won't Get Far on Foot | Director, guionista y editor.            |
| 2015 | The Sea Of Trees                      | Director                                 |
| 2013 | The Canyons                           | Actor                                    |
| 2012 | Promised Land                         | Director.                                |
| 2011 | Restless                              | Director                                 |
| 2008 | Milk                                  | Director                                 |
| 2007 | Paranoid Park                         | Director, guionista y editor.            |
| 2005 | Last Days                             | Director, productor, guionista y editor. |
| 2003 | Elephant                              | Director, guionista y editor.            |
| 2002 | Gerry                                 | Director, guionista y editor.            |
| 2001 | Jay and Silent Bob Strike Back        | Actor                                    |
| 2000 | Descubriendo a Forrester              | Director                                 |
| 1999 | Speedway Junky                        | Productor                                |
| 1998 | Psicosis                              | Director y productor                     |
| 1997 | Good Will Hunting                     | Director                                 |
| 1995 | Todo por un sueño                     | Director                                 |
| 1993 | Even Cowgirls Get the Blues           | Director, productor, guionista y editor. |
| 1991 | My Own Private Idaho                  | Director y guionista                     |
| 1989 | Drugstore Cowboy                      | Director y guionista                     |
| 1985 | Mala noche                            | Director, productor, guionista y editor. |

### Cortometrajes
| Año  | Título                  | Papel    |
| ---- | ----------------------- | -------- |
| 2007 | Chacun son cinéma       | Director |
| 2005 | Paris, je t'aime        | Director |
| 1997 | Ballad of the Skeletons |          |

## Otras obras de Gus Van Sant
- Pink: A Novel - ISBN 0-385-49353-3

## Premios y distinciones
Premios Óscar
| Año  | Categoría      | Película          | Resultado |
| ---- | -------------- | ----------------- | --------- |
| 1998 | Mejor director | Good Will Hunting | Nominado  |
| 2009 | Mejor director | Milk              | Nominado  |

Festival Internacional de Cine de Cannes
| Año  | Categoría                            | Película      | Resultado |
| ---- | ------------------------------------ | ------------- | --------- |
| 2003 | Palma de Oro                         | Elephant      | Ganador   |
| 2003 | Mejor director                       | Elephant      | Ganador   |
| 2007 | Premio especial del 60.º aniversario | Paranoid Park | Ganador   |

Premios Golden Raspberry
| Año  | Categoría     | Película | Resultado |
| ---- | ------------- | -------- | --------- |
| 1998 | Peor director | Psicosis | Ganador   |